# Chalepus pullus
Chalepus pullus es un coleóptero de la familia Chrysomelidae.
Fue descrita científicamente en 1905 por Weise.